# 역방향 DNS 조회
역방향 DNS 조회 또는 역방향 DNS 룩업(reverse DNS lookup, reverse DNS resolution, rDNS)은 컴퓨터 네트워크에서 IP 주소와 연관된 도메인 네임을 확인하기 위한 DNS(도메인 네임 시스템)의 조회 기술이다. 이는 일반적인 "정방향" DNS 조회와 반대이다. 도메인 이름의 IP 주소이다. IP 주소를 역으로 확인하는 프로세스에는 PTR 레코드가 사용된다. rDNS에는 도메인 이름 레지스트리 및 등록 기관 테이블 검색이 포함된다. 인터넷의 역방향 DNS 데이터베이스는 .arpa 최상위 도메인에 뿌리를 두고 있다.
정보 제공용 RFC 1912(섹션 2.1)에서는 "인터넷에 연결할 수 있는 모든 호스트에는 이름이 있어야" 하고 "모든 IP 주소에 대해 일치하는 PTR 레코드가 있어야 합니다"라고 권장하지만 이는 인터넷 표준 요구 사항이 아니며 전부는 아니다. IP 주소에는 역방향 항목이 있다.